# Emmickhuizen
Emmickhuizen is een voormalig kasteel bij de buurtschap Emminkhuizen, gemeente Renswoude in de Nederlandse provincie Utrecht. Het huis stond vroeger op de Emminkhuizerberg.
Het huis werd voor het eerst genoemd in 1309. Het heeft verschillende eigenaren gehad. Van het middeleeuwse bouwwerk was waarschijnlijk aan het begin van de zeventiende eeuw al weinig meer over. Van latere bouwsels zijn alleen afbeeldingen bekend die gebaseerd zijn op een tekening van Jan de Beijer uit 1750. De laatste eigenaar van dit huis was Joost Gerard Godard baron Taets van Amerongen (1769-1850), die het huis halverwege de negentiende eeuw afbrak. 

## Schrijfwijze
Het huis, de buurtschap en de berg worden op verschillende manieren aangeduid: Immichhuise, Emmickhuizen, Emmikhuizen, Emmikhuisen, Emmickhuysen, Emminkhuyzen en ten slotte de meest moderne schrijfwijze: Emminkhuizen.

## Ligging
Het huis Emmickhuizen lag op de Emminkhuizerberg; niet er bovenop, maar aan de noordzijde, even ten noorden van de plaats waar tussen 1843 en 1845 de doorsnijding voor de spoorlijn Utrecht-Arnhem - de Rhijnspoorweg - werd gemaakt. 
In 1780 was het huis een “bescheiden zomerverblijf” van de familie Van der Does, in de weilanden aan de voet van de Emminkhuizerberg. Het werd beschreven als “'t huys tot Emminkhuyzen, met 't Voorburg, Cingelen, Boomgaarden en Grachten, groot omtrent vier Mergen twee en tachtig Roeden lands.” In die tijd moet het in een desolate omgeving hebben gestaan, in een uithoek van de provincie Utrecht: “Emminkhuizen was een eenzaam en geïsoleerd gelegen gehucht in een onherbergzaam veengebied ten zuiden van Renswoude. De weinige bewoners hielden zich bezig met wat bescheiden landbouw en veeteelt en voorts werd er turf gestoken.”
Alhoewel het huis al in de negentiende eeuw werd afgebroken wist Clifford Kocq van Breugel in 1966 te melden dat nog duidelijk te zien was “hoe het kasteel eens te midden van zijn grachten heeft gestaan. Indien men spit in het weiland blijkt daar nog overvloedig puin van het afgebroken huis in de grond aanwezig te zijn.”

## Geschiedenis

### Eigenaren
Emminkhuizen wordt voor het eerst vermeld in een geschreven bron over een conflict tussen Zweder van Abcoude en Jan van Woudenberg. Jan van Culemborg, heer van Woudenberg, droeg in 1352 Emminkhuizen over aan Gijsbrecht van Abcoude. Een van zijn leenmannen, die in 1373 wordt genoemd is 'Jan van Ymminchusen van sine goed tot Ymminchusen alst ghelegen is dat hi ontfinc van Wyllams sijns vader doet ...'.
In 1433 kwam het leen in handen van het kartuizerklooster Nieuwlicht bij Utrecht.
Het geslacht Van Imminckhuysen werd beleend met 'die rechte helft van di alinghe goederen tot ijmminchhuysen'. Het klooster verwierf in 1478 de rechten van het geslacht Van Imminckhuysen. In 1535 werd een kapel ter ere van St. Salvator gebouwd.
Het middeleeuwse huis was waarschijnlijk tijdens het opstellen van de lijst van ridderhofsteden in 1609 al niet meer aanwezig: 'wel eertyts een steene camer gestaen nu aen de vrouwe Monceaux'.  In 1623 werd Renswoude verkocht aan Johan van Reede. Na zijn dood erfde zijn zoon Frederik Emmickhuizen. 
Van omstreeks 1750 stamt de tekening door Jan de Beijer van een omgracht eenbeukig huis met latere aanbouwen. Op basis van de detaillering van de vensters en de Vlaamse gevel wordt dit huis gedateerd omstreeks 1600. Het huis kwam in het begin van de negentiende eeuw in handen van Joost Gerard Godard baron Taets van Amerongen (1769-1850). De baron brak het huis halverwege de negentiende eeuw af, maar noemde zichzelf wel “Taets van Amerongen van Renswoude en Emmikhuizen”. De grond bleef in eigendom van de familie.

### Bewoners
In de achttiende eeuw was Emmickhuizen (“zeer waarschijnlijk”) gedurende enige jaren de (gedwongen) verblijfplaats van de familie Post. Evert Post (Rotterdam juli 1719 - Amerongen 31 juli 1787), die sind 1756 raad in de vroedschap van de stad Utrecht was en sinds 1763 kameraar (te vergelijken met gemeente-ontvanger met een uitgebreide bevoegdheid op het gebied van gemeentewerken), werd in 1768 getroffen door een faillissement. Het gezin raakte al haar bezittingen kwijt en verliet de stad. Tot overmaat van ramp stierf in 1769 de oudste zoon, op weg naar Oost-Indië. Na enige omzwervingen kwam het gezin in 1770 op Emmickhuizen terecht. Daar werd een zoon geboren, die een jaar later overleed. Te midden van deze misère groeide een dochter op, Elisabeth Maria (1755 - 1812), die later een bekend schrijfster zou worden. In 1773, enkele maanden na de dood van de jongste zoon, vertrok het gezin naar Amerongen. In deze tijd behoorde het huis toe aan Frederik baron van der Does, die er zelf niet woonde.

## Monumentale status
Het terrein waarop het huis heeft gestaan heeft tegenwoordig de status van archeologisch monument. Het is een “terrein van hoge archeologische waarde” en wordt aangeduid met de naam “Emminkhuizerlaan”